# Lun8
Lun8 (кор. 루네이트, латиніз. Luneiteu; стилізований великими літерами) — південнокорейський бой-бенд, створений Fantagio у 2023 році. Гурт складається з восьми учасників: Чаела, Джін Су, Такума, Джун У, До Хьона, Іана, Джі Ин Хо та Ин Сопа. Вони дебютували 15 червня 2023 року з мініальбомом Continue?.

## Кар'єра

### До дебюту
22 березня 2023 року Fantagio оголосили в пресрелізі про свої плани створити новий чоловічий гурт у першій половині того ж року. Це мав стати їхній перший чоловічий гурт з часів дебюту Astro у 2016, та перший ідол-гурт загалом після створення Weki Meki у 2017. 1 квітня компанія опублікувала ролик з логотипом, у якому розкрили назву гурту як Lun8, а також відкрили офіційні акаунти в соціальних мережах.
До того, як дебютувати як Lun8, усі учасники були учасниками Fantagio i-Teen, яка є програмою розвитку талантів новачків у компанії. Ян був колишнім учасником реаліті-шоу на виживання Mnet I-Land у 2020 році, однак він вибув у першій частині.

### 2023–тепер: дебют ізContinue?
13 червня, ще до свого офіційного дебюту, Lun8 підписали контракт з японською агенцією HIAN.
15 червня 2023 року Lun8 випустили свій дебютний мініальбом Continue? разом з головними синглами «Voyager» і «Wild Hearts».
17 листопада учасники Такума, Джуну, Дохьон та Инсоп об'єдналися у перший офіційний підрозділ гурту Lun8wave. 22 листопада вони впистили цифровий сингл «Playground».

## Учасники
Джерело:
- Чаель (кор. 카엘)
- Джінсу (кор. 진수) — лідер[11]
- Такума (кор. 타쿠마)
- Джуну (кор. 준우)
- Дохьон (кор. 도현)
- Іан (кор. 이안)
- Джі Инхо (кор. 지은호)
- Инсоп (кор. 은섭)

## Дискографія

### Мініальбоми
| Назва     | Деталі                                                                       | Пікові позиції у чартах | Продажі                  |
| Назва     | Деталі                                                                       | KOR                     | Продажі                  |
| --------- | ---------------------------------------------------------------------------- | ----------------------- | ------------------------ |
| Continue? | - Реліз: 15 червня 2023 - Лейбл: Fantagio - Формат: CD, цифрове завантаження | 5                       | - Південна Корея: 50,982 |

### Сингли
| Назва                                                                            | Рік  | Пікові позиції у чартах | Альбом    |
| Назва                                                                            | Рік  | KOR                     | Альбом    |
| -------------------------------------------------------------------------------- | ---- | ----------------------- | --------- |
| «Wild Heart»                                                                     | 2023 | —                       | Continue? |
| «Voyager»                                                                        | 2023 | —                       | Continue? |
| «—» релізи, що не потрапили у чарти або не були випущені у відповідних регіонах. |      |                         |           |

## Відеографія

### Музичні кліпи
| Рік  | Назва        | Режисер(и)          | Прим.  |
| ---- | ------------ | ------------------- | ------ |
| 2023 | «Wild Heart» | 725 (SL8)           | [ 16 ] |
| 2023 | «Voyager»    | Woojin Yeom (S(V)C) | [ 17 ] |

## Нагороди і номінації
| Нагорода           | Рік  | Категорія           | Номінант / робота | Результат | Прим.  |
| ------------------ | ---- | ------------------- | ----------------- | --------- | ------ |
| Asia Artist Awards | 2023 | Focus Award — Music | Lun8              | Перемога  | [ 18 ] |
| Golden Disc Awards | 2023 | Rookie of the Year  | Lun8              | Номінація | [ 19 ] |

## Виноски
1. ↑  Сингл «Wild Heart» не потрапив у Circle Digital Chart, але посів 110 місце у Circle Download Chart[15].
2. ↑  Сингл «Voyager» не потрапив у Circle Digital Chart, але посів 116 місце у Circle Download Chart[15].